# Władysław Lis
Władysław Lis (Wiśniowa (Piccola Polonia), 4 dicembre 1911 – Cracovia, 26 ottobre 1980) è stato un astronomo polacco.
Władysław Lis è stato un astrofilo autodidatta in seguito divenuto astronomo: è conosciuto per la coscoperta della cometa non periodica C/1936 O1 Kaho-Kozik-Lis.

## Biografia
Władysław Lis è nato il 4 dicembre 1911 nel villaggio di Węglówka, oggi compreso nel comune rurale di Wiśniowa (distretto di Myślenice). Dopo la scuola primaria ha cominciato a lavorare come fattorino presso l'Osservatorio astronomico sul monte Łysina (oggi cima Lubomir) , in seguito come assistente astronomo . Dopo la distruzione il 15 settembre 1944 dell'osservatorio da parte dell'esercito tedesco, Lis con la moglie Antonia e la figlia, visse a Cracovia lavorando presso l'Istituto Meteorologico Statale, e successivamente presso l'osservatorio meteorologico di Kasprowym Wierch. In seguito, tornato a Cracovia, completò il suo percorso scolastico e professionale finendo la sua carriera presso il competente ufficio locale per le concessioni minerarie .

## Riconoscimenti
Nel 1936 ha ricevuto la 158° Medaglia Donohoe .